# حمام أخضر وردي العنق
حمام أخضر وردي العنق (الاسم العلمي: Treron vernans) هو نوع من فصيلة حماميات.